# Machiel Noordeloos
Machiel Noordeloos (Machiel Evert Noordeloos) (Den Haag, 16 april 1949) is een Nederlandse mycoloog. Noordeloos heeft veel bijgedragen aan de taxonomie van schimmels zowel in Europa als in andere werelddelen. Hij is specialist in de taxonomie van de orden Agaricales en Boletales van de Basidiomycetes en ook in enkele groepen van de Fungi imperfecti.

## Biografie
Noordeloos studeerde biologie in Leiden en deed in 1975 doctoraalexamen (met bijvak Noorse taal en letterkunde). Hij werkte tussen 1975 en 1981 op de afdeling mycologie van het Leidse Rijksherbarium (in 1999 opgegaan in het Nationaal Herbarium Nederland) en promoveerde in 1981 op een studie naar de taxonomie en de geografische verspreiding van soorten en geslachten uit de familie van de Entolomataceae. Tussen 1981 en 1987 was hij op het Rijksherbarium betrokken bij de Flora agaricina neerlandica, het begin van een langetermijnproject waarmee 2200 soorten paddenstoelen die in West-Europa voorkomen van een wetenschappelijke beschrijving zouden worden voorzien. Van deze flora zijn tot op heden zeven delen gepubliceerd, de laatste in 2018 en twee delen zijn in voorbereiding. Tussen 1987 en 1991 was Noordeloos hoofd van de sectie mycologie van de Plantenziektenkundige Dienst (sinds 2012 onderdeel van de NVWA) in Wageningen. In 1991 keerde hij terug naar Leiden en werd wetenschappelijk hoofdmedewerker en leider van de afdeling mycologie van het Rijksherbarium (dat later opging in Naturalis Biodiversity Center). In 2013 ging hij met pensioen.

## Werk
Noordeloos publiceerde meer dan 200 artikelen, congrespapers en bijdragen aan boeken over paddenstoelen. Hieronder zijn 65 artikelen in peerreviewed wetenschappelijke tijdschriften.
Na zijn terugkeer naar het Rijksherbarium was hij opnieuw betrokken bij het Flora agaricina neerlandica-project waarvan in 2005 onder zijn leiding als hoofdredacteur het zesde deel verscheen. Verder was hij (hoofd)redacteur van de mycologische tijdschriften Persoonia en Coolia.
Noordeloos was (co-)auteur van monografieën over Entolomataceae in Europa, Noord-Amerika, Australië (Tasmanië) en hij was co-auteur van monografieën over andere paddenstoelenfamilies met auteurs uit o.a. Tsjechië en België. Verder heeft hij door het geven van colleges en cursussen veel bijgedragen aan de kennis over paddenstoelen in binnen- en buitenland. Hij was tussen 1994 en 2000 penningmeester van de International Mycological Association en drie termijnen bestuurslid (een termijn voorzitter) en inmiddels ook erelid van de Nederlandse Mycologische Vereniging (NMV).
Noordeloos is de soortauteur van minstens 150 nieuwe soorten paddenstoelen. Twee soorten uit het geslacht Entoloma (E. noordeloosi Hauskn. en E. machielii De Meijer) zijn als eerbetoon naar hem vernoemd. De officiële afkorting in de botanische nomenclatuur is Noordel.
Op 22 oktober 2009 ontving hij tijdens het 27e Internationale Cortinarius Congres de Clusiusprijs van de Hongaarse Mycologische Vereniging. De prijs werd toegekend voor zijn gehele mycologische werk en de manier waarop hij dat toegankelijk maakt voor een breed publiek.
Vanaf 2013 werkte Noordeloos als gastmedewerker bij het Naturalis Biodiversity Center verder aan de taxonomie van plaatjeszwammen, in het bijzonder het geslacht Entoloma (satijnzwammen).

## Selectie van publicaties in boeken
- (en) Flora agaricina neerlandica, deel 1. t/m 6 (in 2005 hoofdredacteur) Balkema, Rotterdam, CRC Press
- (en) Machiel E. Noordeloos & Genevieve M. Gates, 2012. The entolomataceae of Tasmania Springer; Dordrecht, New York. ISBN 9789400746787.
- Arnolds, E.J.M, Th.W. Kuyper & M.E. Noordeloos. 1995, reprint 1999. Overzicht van de paddestoelen van Nederland. 872 pp. Uitgave NMV.
- Flora agaricina neerlandica, deel 7 (M.E. Noordeloos, Th.W. Kuyper, I Somhorst & E.C. Vellinga, editors, 2018), Candusso Editrice. ISBN 9788894371000.
- V. Antonin & M.E. Noordeloos, 2004. Hemimycena, Delicatula, Fayoida, Gamundia, Myxomphalina, Resinomycena, Rickenella and Xeromphalina (Tribus Mycenae sensu Singer. Mycena excluded) in Europe. IHW Verlag.
- V. Antonin & M.E. Noordeloos, 2010. A monograph of marasmioid and collybioid fungi in Europe. IHW Verlag.
- Machiel E. Noordeloos, 1992. Fungi Europaei Vol.5. Entoloma s.l.. Libreria editrice Giovanna Biella, Saronno, Italia.
- Machiel E. Noordeloos, 2004. Fungi Europaei Vol.5a. Entoloma s.l.. Candusso Editrice, Italia.
- Machiel E. Noordeloos et al., 2022. Fungi Europaei Vol.5b, Entoloma s.l./Supplement of Flora agaricina neerlandica, vol. 1. Candusso Editrice, Italia.
- Machiel E. Noordeloos, 1994. Bestimmungsschlüssel zu den Arten der Gattung Entoloma (Rötlinge) in Europa. IHW Verlag.